# Neurim Pharmaceuticals
Neurim Pharmaceuticals ist ein pharmazeutisches Unternehmen, das sich auf die Entwicklung und Vermarktung von Arzneimitteln zur Behandlung von neurologischen und schlafbezogenen Erkrankungen konzentriert. Es wurde 1991 von der Neurowissenschaftlerin Nava Zisapel und ihrem Mann, dem Unternehmer Yehuda Zisapel gegründet und hat seinen Hauptsitz in Israel. Die europäische Zentrale befindet sich in Paris, Frankreich, die europäische Holding (AG) in Steinhausen, Kanton Zug, Schweiz.
Die Mitbegründerin und CEO von Neurim Pharmaceuticals, Nava Zisapel (emeritierte Hochschullehrerin der Universität Tel Aviv), ist eine Neurowissenschaftlerin mit den Forschungsschwerpunkten Melatonin, Schlaf und Neurosekretion. Sie ist die Hauptautorin von über 200 Veröffentlichungen in Fachzeitschriften und Haupterfinderin von über 60 Patenten. Sie leitete die Entwicklung und Vermarktung der ersten Medikamente des Unternehmens und ist maßgeblich an der Entdeckung und Entwicklung neuer Medikamente für Patienten mit ZNS-Erkrankungen beteiligt. Das Unternehmen forscht im Bereich der Neuropharmakologie, insbesondere für Arzneimittel, die sich auf den Schlaf-Wach-Zyklus und neurologische Erkrankungen auswirken.
Zwei proprietäre Neurim-Produkte werden in 40 Ländern der Welt über 5 Kontinente vermarktet:
- Circadin (Melatonin), das zur Behandlung von Schlafstörungen eingesetzt wird. Eine europäische Zulassung erfolgte 2007.[3]
- Slenyto ist für die Behandlung von Schlaflosigkeit bei Kindern und Jugendlichen im Alter von 2 bis 18 Jahren mit Autismus-Spektrum-Störung (ASD) und/oder Smith-Magenis-Syndrom indiziert, wenn schlafhygienische Maßnahmen nicht ausreichend waren.[5]

Das Unternehmen arbeitet außerdem an der Entwicklung neuer Arzneimittel und hat Forschungspartnerschaften mit verschiedenen akademischen Einrichtungen und Unternehmen weltweit etabliert.

## Vertrieb
In Deutschland existiert keine eigene Niederlassung. Circadin und Slenyto werden von Infectopharm vertrieben.